# Ellen Bird
Pour les articles homonymes, voir Bird.
Ellen Bird, née le 8 avril 1881 au Royaume-Uni à Old Buckenham dans le comté de Norfolk et morte le 11 septembre 1949 aux États-Unis à Newport dans l’État de Rhode Island, est une  femme de chambre britannique, rescapée et principale témoin des derniers instants vécus par ses employeurs Ida et Isidor Straus, emportés conjointement par le naufrage du Titanic.

## Biographie
Ellen Bird naît au Royaume-Uni, dans un petit village nommé Old Buckenham, situé dans le comté de Norfolk.
Elle est la fille de Samuel Bird et de son épouse Maryann. La famille compte 11 enfants.
Alors qu’Ellen Bird vit et travaille à Londres comme femme de ménage, elle est recrutée par Madame Ida Straus qui cherche une personne de confiance pour l’accompagner — elle et son mari Isidor Straus — durant le voyage de retour à New York. En effet, ils sont arrivés en Europe au mois de janvier 1912 pour y accompagner leur petite-fille Béatrice Hess, à dessein de la confier à de la parenté en Allemagne ; ils profitent ainsi de leur séjour pour tenter d’y recruter une employée de langue française. Leurs démarches n’ayant pu aboutir, ils n’ont donc finalement d’autre alternative que de reporter leur choix sur une première candidate britannique, mais cette dernière leur fait faux-bond in extremis. C’est donc Ellen Bird qui est finalement engagée. Ida Straus écrit à ses enfants en y exprimant le vœu qu’Ellen Bird puisse leur convenir et répondre du mieux que possible à leurs attentes et espérances.

### Titanic

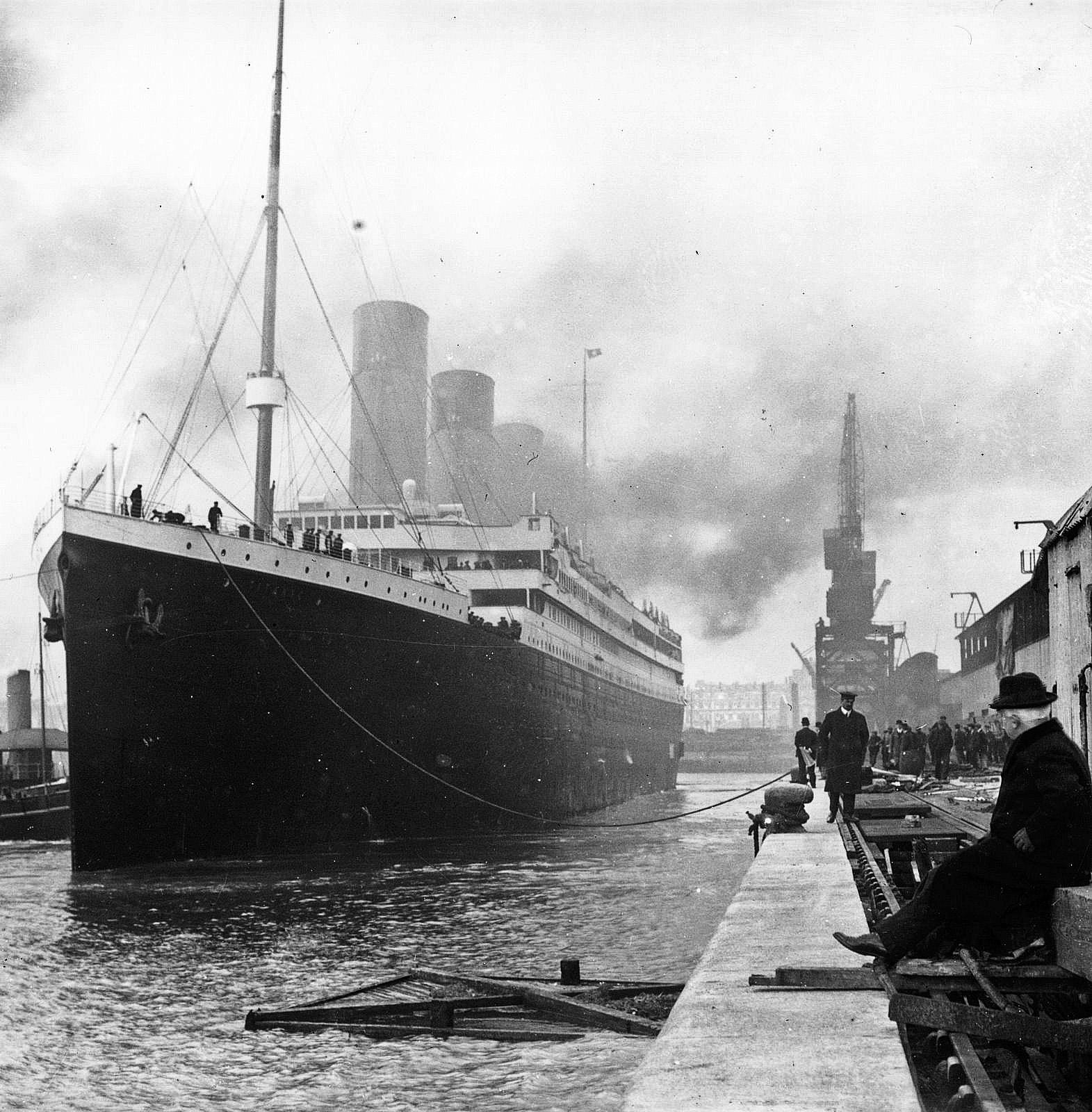
Le Titanic à Southampton le 10 avril 1912.

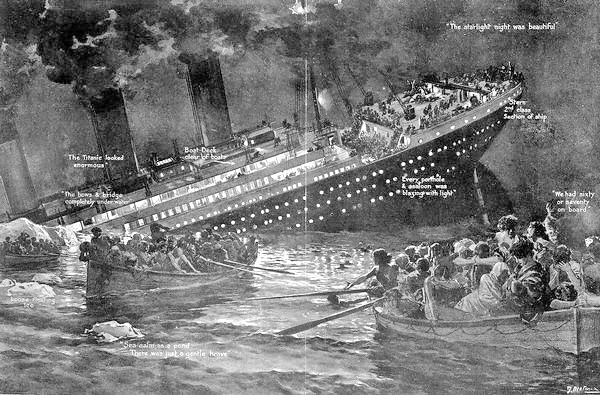
Le naufrage du Titanic, d’après une illustration d’époque.

Isa & Isidore Straus, accompagnés de leur femme de chambre Ellen Bird et de leur majordome John Farthing, embarquent le 10 avril 1912 à bord du Titanic, sur le quai de Southampton. Ils y occupent la suite C-97 avec, pour numéro de ticket commun, le 17 483 PC,.
Le Titanic connaîtra le destin que l'on sait.
Après la collision du navire avec l’iceberg et le naufrage qui s’ensuit, Ida Straus tergiverse sur l’opportunité de bénéficier ou non de l’un des canots de sauvetage, car son mari refuse catégoriquement de prendre la place de qui que ce soit d’autre « aussi longtemps qu’il y aura encore des femmes et des enfants à bord ». Isidor Straus insiste néanmoins pour que sa femme soit épargnée, mais celle-ci lui oppose alors catégoriquement une fin de non-recevoir, lui rétorquant tout de go : « Nous avons vécu ensemble pendant de nombreuses années. Où que tu ailles, je te suivrai, ! ». Ses paroles sont clairement perçues et enregistrées par l’ensemble des passagers qui se trouvent déjà sur la chaloupe, ainsi que par ceux alentour qui restent encore dans l’expectative de pouvoir profiter d’une embarcation. Dans un premier temps, Ida Straus remet d’abord à Ellen Bird ses bijoux, avant de se raviser et, finalement, de lui confier son manteau de fourrure, en lui disant : « Vous en aurez bien plus besoin que moi, ». C’est donc fermement encouragée  par ses employeurs résolus à rester sur le bateau qu’Ellen Bird monte en fin de compte à bord du canot no 8 et sera ainsi sauvée du naufrage. Le couple Straus, quant à lui, est encore aperçu sur des transats, avant d’être emporté par une vague qui les précipite conjointement dans l’océan,.

### États-Unis
Arrivée à New York à bord du Carpathia, Ellen Bird et un autre rescapé, Mauritz Hakån Björnström-Steffansson, témoignent ensemble, sous serment, des derniers instants vécus par le couple Straus.
Quelque temps plus tard, Ellen Bird tient à restituer le manteau de fourrure à la fille aînée du couple Straus, Sara Hess Straus, mais celle-ci lui répond que si sa mère lui a offert ce manteau, c’est qu’elle doit le considérer comme un cadeau et qu’elle doit donc le garder.
Ellen Bird travaille ensuite comme femme de chambre à Tuxedo Park pour le compte de la famille de Frederic Oakley Spedden, dont tous les membres ont également survécu au naufrage. Par une curieuse coïncidence, le hasard veut que ses nouveaux employeurs aient emprunté le même paquebot que le couple Straus lors du voyage aller vers l’Europe.
Ellen Bird travaille pour la famille Spedden jusqu’à son mariage avec J. Edward Beattie, puis elle finit ses jours à Newport, dans l'État du Rhode Island, où elle meurt le 11 septembre 1949, sans laisser de descendance. Elle est enterrée au cimetière d’Acushnet, dans le Massachusetts. Son mari, J. Edward Beattie (1881–1963), repose à ses côtés.

## Publications
- (en) Joan Adler, Many waters cannot quench love – neither can the floods drown it, Smithtown, NY, Straus Historical Society, Inc., 2001, [doc] (lire en ligne).
- (en) [NWCTB 85 T715] National Archives, List or Manifest of Alien Passengers for the United States Immigration Officer At Port Of Arrival, vol. 4183 : Contract Ticket List, White Star Line 1912, New York, National Archives, coll. « Ship: Carpathia », 18-19 juin 1912, « NRAN-21-SDNYCIVCAS-55[279] »
- (en) Colonel Archibald Gracie IV, The Truth about the « Titanic », Mitchell Kennerly, 4 mai 1913 (présentation en ligne)
- (en) Eve M. Kahn, « Titanic Centennial: Salvage and Memories », New York Times, New York « Antiques »,‎ 6 octobre 2011 (ISSN 0362-4331, lire en ligne [html])
- (en) Mark Baber, « Ida Strauss estate $260,000 », New York Times, New York « Antiques »,‎ 22 juin 1912 (ISSN 0362-4331, lire en ligne)

### Traductions
1. ↑  (en) « [...] as long as there are women and children still remaining on the ship »
2. ↑  (en) « We have lived together for many years. Where you go, I go »
3. ↑  (en) « I won’t be needing this »